# Всесвітній торговий центр (фільм)
«Всесві́тній торго́вий центр» (англ. World Trade Center) — американський драматичний фільм 2006 р. режисера Олівера Стоуна про теракти 11 вересня у Всесвітньому торговому центрі. У ролях: Ніколас Кейдж, Марія Белло, Майкл Пенья, Меггі Джилленгол, Стівен Дорфф і Майкл Шеннон. Фільм знятий між 19 жовтня 2005 і 10 лютого 2006 р. і випущений 9 серпня 2006-го.

## Сюжет
11 вересня 2001 року співробітники адміністрації поліції порту Джон Маклафлін і Вілл Хімено патрулюють автовокзал в центрі Манхеттена, коли вони бачать літак, що летить на небезпечно низькій висоті. Коли всі поліцейські повернулися на станцію, по телевізору передають, що Північна вежа Всесвітнього торгового центру зруйнована літаком. Сержант Маклафлін призначає багато офіцерів для допомоги в спробі попереджувальної евакуації Північної вежі, і вони сідають на автобус Transit Authority. Там вони чують звіти, що Південна вежа також атакована. Коли вони прибувають у Всесвітній торговий центр, вони усвідомили масштаби катастрофи і побачили, як один з постраждалих вискочив з вежі на вірну смерть. Чоловіки приступають до отримання обладнання для забезпечення безпеки будівлі 5.
Група складається з Маклафліна, Джимено, Домініка Пеззуло і Антоніо Родрігеса. Директор Крістофер Аморосо інформує їх про інші небезпеки, такі як атака на Пентагон, удар другого літака по Південній вежі і напад на Ізраїль, хоча група не сприймає попередження, як правду. Тільки чоловіки готуються до вступу в Північну вежу, як будівлі починають гуркотіти. Маклафлін розуміє, що Південна вежа валиться на них і що їх єдиний шанс на виживання, потрапити в сервісний відділ шахти ліфта. Брухт і уламки накривають людей.

## Ролі
- Ніколас Кейдж — Джон Маклафлін
- Марія Белло — Донна Маклафлін
- Майкл Пенья — Вілл Джимено
- Меггі Джилленгол — Еллісон Джим
- Стівен Дорфф — Скотт Штраус
- Джон Бернтал — офіцер Крістофер Аморосо
- Джей Ернандес — офіцер Домінік Пеззуло
- Майкл Шеннон — Дейв Карнес
- Донна Мерфі — Джуді Джонас
- Пітер МакРоббі — батько Еллісон
- Бред Вільям Генке — брат Еллісон
- Джулі Адамс — бабуся Еллісон
- Френк Вейл — фельдшер Чак Серейка
- Нік Дамічі — лейтенант Джон Кассіматіс

## Реакція

### Касові збори
На перший уїк-енд він зробив близько $18 730 762 в США і Канаді. У загальній складності фільм зібрав $70 278 893 в прокаті Північної Америки, понад $162 млн по всьому світу.

### Критика
Фільм отримав 68 % свіжості на Rotten Tomatoes і оцінку 66/100 на Metacritic.